# CA-11
La Carretera Centroamericana 11 (CA-11), conocida también como la Carretera Interoceánica, es una de las principales vías terrestres de América Central, que forma parte de la Red Vial Centroamericana. Esta ruta, considerada vital para la integración regional, atraviesa los países de Guatemala y El Salvador.

## Carretera Centroamericana 11
La Carretera Centroamericana 11 (CA-11) es una ruta internacional que forma parte de la Red Vial Centroamericana. Se extiende desde el departamento de Zacapa en el oriente de Guatemala hasta el occidente de Honduras, sirviendo como una conexión vial clave para el comercio transfronterizo, el transporte regional y el acceso a zonas turísticas y productivas de ambos países.

## Guatemala
En Guatemala, la CA-11 comienza en la ciudad de Zacapa, una localidad clave del oriente guatemalteco. Desde allí se dirige hacia el este atravesando municipios como La Unión hasta alcanzar el paso fronterizo de Corinto (Guatemala), donde se conecta con el territorio hondureño. Esta ruta es fundamental para el comercio agrícola y para el tránsito de personas y vehículos entre ambos países, especialmente hacia la región noroccidental hondureña.

## Honduras
En Honduras, la CA-11 inicia en el puesto fronterizo de Corinto (Honduras), en el departamento de Cortés. Desde allí recorre una franja costera del Caribe hondureño, pasando por Cuyamel y concluyendo en la ciudad turística de Omoa, famosa por su fortaleza colonial. Este tramo conecta directamente con el puerto de Puerto Cortés mediante rutas nacionales, fortaleciendo la logística de exportación y el turismo regional.

## Importancia regional
La CA-11 tiene un papel estratégico en la integración del corredor atlántico centroamericano. Conecta el oriente de Guatemala con la costa norte de Honduras, facilitando el comercio bilateral, el tránsito de productos agrícolas y la movilidad turística. También sirve como vía alterna al tránsito entre Puerto Barrios y Puerto Cortés, fortaleciendo la articulación costera entre ambos países.

## Extensión
Con una longitud de 278 kilómetros, la CA-11 es reconocida por su variado paisaje, que incluye cadenas montañosas, llanuras agrícolas, áreas urbanas y regiones selváticas. A pesar de su importancia, su estado de conservación y modernización varía significativamente según el país.